# Doris Henne-Bruns
Doris Henne-Bruns (geboren 30. November 1954 in Hamburg) ist eine deutsche Chirurgin und Hochschullehrerin. Mit Antritt der Position als Ärztliche Direktorin der Klinik für Allgemein- und Viszeralchirurgie der Universität Ulm wurde sie 2001 die erste Ordinaria (C4-Professorin) für Chirurgie in Deutschland.

## Werdegang
Henne-Bruns studierte von 1974 bis 1980 an der Universität Hamburg Medizin. 1980 erhielt sie die Approbation und verteidigte auch ihre Dissertation. 1981 legte sie zudem vor der Educational Commission for Foreign Medical Graduates (ECFMG) das US-amerikanische Staatsexamen ab. Von 1980 bis 1983 war sie zunächst auf einer unbefristeten Stelle als Assistenzärztin im Krankenhaus Reinbek bei Hamburg tätig und wechselte dann als Wissenschaftliche Mitarbeiterin auf eine befristete Stelle an das Universitätsklinikum Hamburg-Eppendorf (UKE), um die Facharztweiterbildung für Chirurgie absolvieren zu können. Auf dieser später verlängerten Stelle hatte Henne-Bruns Gelegenheit, am Aufbau eines Lebertransplantationsprogramms teilzunehmen und Organspendeoperationen zu erlernen. Zur Vorbereitung hospitierte sie an der Medizinischen Hochschule Hannover bei den damals noch seltenen und als risikoreich angesehenen Lebertransplantationen. 1985 verbrachte sie einen aus Mitteln der Mildred Scheel Stiftung finanzierten Forschungsaufenthalt im Department für Chirurgie der Universität Chicago und legte mit dieser Forschung den Grundstein für ihre Habilitation. 1986 wurde sie an der chirurgischen Universitätsklinik des UKE zur Hochschulassistentin ernannt. 1987 erwarb sie die Anerkennung als Fachärztin für Chirurgie und wurde Oberärztin. 1988 habilitierte sie sich mit einer Arbeit zur „Problematik der Auxiliären Leberzelltransplantation als Therapiekonzept des akuten Leberausfalls“ und erlangte die Venia legendi für das Fach Chirurgie.
1992 wechselte Henne-Bruns, nachdem sie erst kurz zuvor in Hamburg zur C3-Professorin ernannt worden war, mit ihrem nach Kiel berufenen Kollegen und Ausbilder als dessen Stellvertreterin an die Christian-Albrechts-Universität. Dort hatte sie an der Klinik für Allgemeine Chirurgie und Thoraxchirurgie zunächst eine Vertretungsprofessur inne und wurde dann 1993 auf eine C3-Lebenszeitprofessur für Onkologie und Transplantation berufen. Zugleich übernahm sie die Leitung des Transplantationszentrums. 1994 wurde sie zur Stellvertretenden Direktorin der Klinik ernannt. 1998 erwarb sie die Schwerpunktbezeichnung „Viszeralchirurgie“, 1999 zusätzlich die Schwerpunktbezeichnung „Thoraxchirurgie“.
2001 nahm Henne-Bruns den Ruf als Ärztliche Direktorin der Klinik für Allgemein- und Viszeralchirurgie am Universitätsklinikum Ulm an. Diese Position füllte sie 19 Jahre lang aus, bis sie sich am 30. September 2020 in den Ruhestand verabschiedete.

## Klinische und wissenschaftliche Interessen
Henne-Bruns' umfangreiche klinische Tätigkeit umfasste die Thorax-, Transplantations- und Viszeralchirurgie In der chirurgischen Praxis lag ein Schwerpunkt in der onkologischen Chirurgie, wobei sie gezielt gewebeschonendes und blutarmes Operieren praktizierte.
Henne-Bruns veröffentlichte über 300 wissenschaftliche Artikel sowie zahlreiche Buchbeiträge und ist Herausgeberin eines studentischen Lehrbuchs. Sie behandelte in ihren Veröffentlichungen auch Aspekte der geschlechtersensiblen Medizin.

## Ethik und Frauenförderung
Im Rahmen ihrer beruflichen Tätigkeit bezog Henne-Bruns gegen die Kommerzialisierung der Medizin Position. Außerdem setzte sie sich für bessere Karrierechancen von Frauen im Fach Chirurgie ein. Konkret unterstützte sie z. B. die Umsetzung von familienkompatiblen Arbeitszeitmodellen für junge Mütter. Neben wissenschaftlichen Vorträgen hielt sie Vorträge zur Gleichstellung, z. B. im Rahmen der Tagung „Wer sind die Besten? Chancengleichheit in Berufungsverfahren“ 2006 an der Universität Luzern.
Nach ihrer Emeritierung unterstützt Henne-Bruns auf ehrenamtlicher Basis junge Kolleginnen in Form von Berufsberatung und Coachings. Außerdem nimmt sie weiter die Anfang 2020 übernommenen Aufgaben als Ombudsperson am Universitätsklinikum Ulm wahr.

## Ämter und Ehrungen
- 2003 Mitglied im Universitätsrat der Universität des Saarlandes[4]
- 2005 Präsidentin German Association for the Study of the Liver (GASL)[7]
- 2007 Ehrenmitgliedschaft der Chinesischen Gesellschaft für Chirurgie[8]
- Mitgliedschaften in deutschen und internationalen Fachgesellschaften und in Beiräten von Fachzeitschriften.[8]

## Publikationen
- Herausgeberschaft: Chirurgie. (Lehrbuch) Unter Mitarbeit von Eberhard Barth. 4., aktualisierte Auflage, Stuttgart: Thieme 2012, 1460 Seiten, 292 Tabellen, ISBN 978-3-13-125294-4